# Steep Point
Steep Point ist ein Kap im Westen Australiens am Indischen Ozean. Es markiert den westlichsten Punkt des australischen Festlandes, nicht jedoch den westlichsten Punkt des australischen Staatsgebietes. Dieser befindet sich, ohne Berücksichtigung der australischen Außengebiete, auf der direkt nördlich von Steep Point liegenden Dirk Hartog Island. Der nächste am Steep Point liegende Ort ist Denham an der Shark Bay. Das Kap befindet sich innerhalb des Shark-Bay-Marine-Nationalparks.